# مجلس شورای ملی (اسلوونی)
مجلس شورای ملی جمهوری اسلوونی (به اسلونیایی: Državni zbor Republike Slovenije) مجلس سفلای این کشور است که از ۹۰ نماینده تشکیل شده است. نمایندگان برای یک دورهٔ چهار ساله انتخاب می‌شوند. از این میان ۲ نماینده از سوی اقلیت ایتالیایی‌زبان و مجار، دارای قدرت وتو در موارد مرتبط با آن اقلیت‌ها هستند.